# しもがまちあき
しもがま ちあき（1988年11月29日 - ）は、日本の女性声優、パペットアーティスト、音響監督。長崎県出身。血液型はA型。旧名は下釜 千昌（読みは同じ）。

## 略歴
松濤アクターズギムナジウム14期生。2014年7月5日にケッケコーポレーションを退所。その後フリーの期間を経て同年10月1日からレオパード・スティールに所属し、芸名を「しもがま ちあき」に改めた。
2012年と2015年にパペットを扱った舞台に出演したことをきっかけに、オリジナルパペットを製作してのイベントを主催するようになる。2017年からは本格的にパペットアーティストとして活動している。そのため、レオパード・スティールでは途中からタレントとしてではなくクリエーターとしての所属になっていた。また、2019年からは音響監督としての活動も開始している。なお、メインの活動ではなくなっているが、声優活動も変わらず継続しており、声優養成所講師を務めている。
2019年4月12日、声優・ナレーターの江越彬紀と結婚したことが双方のTwitterで発表された。
2020年3月31日をもって、レオパード・スティールを退所。

## 出演
太字はメインキャラクター。

### テレビアニメ
2009年
- こんにちは アン 〜Before Green Gables（エドワード・トーマス）
- 東京マグニチュード8.0
- 夢色パティシエール（ひろくん）

2010年
- スーパーロボット大戦OG -ジ・インスペクター-（シロガネオペレーター）
- ひめチェン!おとぎちっくアイドル リルぷりっ（女の子A）

2011年
- バカとテストと召喚獣にっ!（クラスメイトA）
- まよチキ!（男子）
- まりあ†ほりっく あらいぶ（紬万里）

2012年
- 妖狐×僕SS（女子2）
- 神様はじめました（社の精B）
- GON -ゴン-（子シマウマ）
- ひだまりスケッチ×ハニカム（夏目の友人B）

2013年
- トレインヒーロー（妹、ミューゼス）

2014年
- 僕らはみんな河合荘（女子A）

2015年
- GANGSTA.（娼婦、メイド）
- 実は私は（フクちゃん）
- Dance with Devils（女子生徒）
- DIABOLIK LOVERS MORE,BLOOD（女子生徒 他）
- ゆるゆり さん☆ハイ!（女子生徒、アケミ）
- レゴ ニンジャゴー 〜スピン術バトルの使い手〜（ニンドロイドB）

2016年
- この美術部には問題がある!（本多さやか、受付嬢、女子生徒）
- リルリルフェアリル （2016年 - 2018年、サンゴ、あめみ、スパイダー） - 3シリーズ

### 劇場アニメ
- デジモンアドベンチャー tri.（2016年）

### OVA
- .hack//Quantum（2011年）

### Webアニメ
- 中間戦士 Mr.中（2010年、六実）

### ゲーム
2007年
- スペクトラルジーン

2013年
- CONCEPTIONII 七星の導きとマズルの悪夢（幽霊ちゃん）
- 機巧少女は傷つかない Facing "Burnt Red"（ノーラ）

2016年
- アドヴェントガール（荀彧）
- サウザンドメモリーズ（砂境の幻球娘キャロット）

2017年
- MONOTO-SITUATION : LUCID AND DAYDREAM（琴坂真奈）
- プリンセス・プリンシパル GAME OF MISSON（シャーリィ・コリンズ）

### ラジオ
- あんちょびステーション（2011年、HiBiKi Radio Station・めでぃあ横町）
- リリアード音楽学院（2012年）[13][14]

### 吹き替え
- iCarly
- ぞうのババール バドゥのだいぼうけん（チク）
- 雪の女王/新たなる旅立ち（オルム〈少年時代〉）
- コールド・バレット　凍てついた七月（ヴァレリー）

### ドラマCD
- NightS（里見）
- 噂屋（郁子）
- 新宿八犬伝（ハットン）
- 戦国SAKURA騒動記（照宗）

### オーディオブック
- 影踏み（三沢玲子）